# Psychoda elegans
Psychoda elegans és una espècie d'insecte dípter pertanyent a la família dels psicòdids que es troba a Nord-amèrica: Utah i Florida (els Estats Units).